# Mueang Sukhothai (huyện)
Mueang Sukhothai (tiếng Thái: เมืองสุโขทัย) là huyện thủ phủ (amphoe mueang) thuộc tỉnh Sukhothai, miền nam Thái Lan.

## Địa lý
Các huyện giáp ranh (từ phía đông nam theo chiều kim đồng hồ): Kong Krailat, Khiri Mat, Ban Dan Lan Hoi và Si Samrong thuộc tỉnh Sukhothai, Phrom Phiram thuộc tỉnh Phitsanulok.
Sông Yom chảy qua huyện này.

## Hành chính
Huyện này được chia thành 10 phó huyện (tambon), các đơn vị này lại được chia ra thành 97 làng (muban). Thị xã (thesaban mueang) Sukhothai nằm trên toàn bộ tambon Thani. Có hai thị trấn (thesaban tambon) - Ban Suan and Mueang Kao, mỗi đơn vị nằm trên một phần của tambon cùng tên. Có 9 Tổ chức hành chính tambon.
| STT. | Tên              | Tên Thái | Số làng | Dân số |  |
| ---- | ---------------- | -------- | ------- | ------ |  |
| 1.   | Thani            | ธานี      | -       | 17.510 |  |
| 2.   | Ban Suan         | บ้านสวน   | 14      | 14.490 |  |
| 3.   | Mueang Kao       | เมืองเก่า  | 11      | 17.760 |  |
| 4.   | Pak Khwae        | ปากแคว   | 9       | 9.010  |  |
| 5.   | Yang Sai         | ยางซ้าย   | 12      | 9.729  |  |
| 6.   | Ban Kluai        | บ้านกล้วย  | 13      | 16.893 |  |
| 7.   | Ban Lum          | บ้านหลุม   | 9       | 8.970  |  |
| 8.   | Tan Tia          | ตาลเตี้ย   | 11      | 4.375  |  |
| 9.   | Pak Phra         | ปากพระ   | 10      | 3.743  |  |
| 10.  | Wang Thong Daeng | วังทองแดง | 8       | 5.119  |  |